# 麦斯卡拉姆杜格
麦斯卡拉姆杜格（约公元前27世纪后期在位）（英語：Meskalamdug）乌尔国王。其墓被莱昂纳多·伍利爵士发现并发掘。出土了一盏贝壳形状的金油灯和一盏精致的金头盔。